# Kesérumã
Kesérumã (Kexéruman), pleme američkih Indijanaca karipske jezične porodice, srodni Paravilhanama i Macushíma. Živjeli su na području sjevernobrazilske države Roraima.